# 內分泌系統
人體內部有維持恆定現象的機制，此有賴於內分泌系統和神經系統共同運作。內分泌系統（Endocrine）是負責調控動物體內各種生理功能正常運作的兩大控制系統之一，由分泌激素（又稱 荷爾蒙）的無導管腺體（内分泌腺）所組成。（另一個控制系統是神經系統。）而激素是一種化學傳導物質，自腺體分泌出來後，藉由體液或進入血液經由循環系統運送到目標的器官而產生作用。
“內分泌”一词，是指激素的分泌，或对其分泌形态的描述，但也可作为激素的别称；例如内分泌失调，其实是指激素失调。

## 定義與區別
- 定義：所有分泌激素的腺体。
- 功能：通过激素调节身体的活动。
- 人體“腺體”分為外分泌腺和內分泌腺：
  - 外分泌腺：釋放分泌物至導管內。例如：肝臟、胰臟、乳腺、淚腺
  - 內分泌腺：無管腺，直接將產物分泌至周遭細胞外，而後進入血液循環至作用器官發生作用。包含下視丘（hypothalamus）、腦下垂體(pituitary gland)、松果腺、甲狀腺、副甲狀腺、乳腺、腎上腺、胰臟的胰島、卵巢、睪丸、胎盤

## 概述
在生物化学中，激素可分為三類：
- 類固醇（Steroid）：包括皮質醇和醛固酮、動情素和孕酮、睾固酮。
- 胺基酸類：包括酪胺酸、色胺酸的衍生物。例如甲狀腺素和三碘甲狀線素是碘化的酪胺酸衍生物，黑色素、腎上腺激素和正腎上腺激素屬於兒茶酚胺，也是酪胺酸的衍生物。褪黑激素（松果腺素）則是色胺酸的衍生物。
- 蛋白質或肽類激素：其餘大多數的激素均屬於此類。

## 內分泌腺體、組織或細胞
內分泌系統包括了以下的腺體、組織或細胞。

### 下視丘(Hypothalamus)
- 生長激素釋放激素（英语：Growth hormone–releasing hormone）（GHRH，Growth Hormone Releasing Hormone）
- 生長激素抑制激素（GHIH，Growth Hormone release-Inhibiting Hormone），又稱體抑素（Somatostatin，Growth Hormone release-Inhibiting Hormone）
- 促腎上腺皮質素釋放激素（英语：Corticotropin-releasing hormone）（CRH，Corticotropin-Releasing Hormone）
- 促甲狀腺激素釋放激素（TRH，Thyrotropin-Releasing Hormone）
- 促性腺激素释放激素（GnRF，Gonadotropin-Releasing Factor)
- 泌乳素抑制因子（PIF，尚未證實，Prolactin release-Inhibiting Factor）
- 泌乳素促進因子（英语：Prolactin-releasing hormone）（PRF，尚未證實，Prolactin Release Factor）
- 多巴胺（DA）

### 腦垂腺(pituitary gland)
- 腦垂腺前葉(Anterior pituitary)：
  - 生長激素（GH, Growth Hormone）：促進全身細胞及組織生長
  - 促皮質素（ACTH, Adrenocorticotropic Hormone）：促使腎上腺皮質分泌腎上腺皮質激素
  - 甲狀腺刺激素（TSH, Thyroid-Stimulating Hormone）：促使甲狀腺分泌甲狀腺素及三碘甲狀腺素
  - 濾泡刺激素（FSH, Follicle-Stimulating Hormone）：在排卵前刺激卵巢中濾泡成長；促使睾丸中的精子生成
  - 黃體成長素（LH, Luteinizing Hormone）：對濾泡最後的成長及排卵非常重要；促使卵巢分泌女性素，睾丸分泌男性素。
  - 泌乳素（PRL, Prolactin）：促進乳房發育及乳汁分泌
- 腦垂腺後葉(Posterior pituitary)：
  - 抗利尿激素（Vasopressin, 也称为血管加压素, ADH, Antidiuretic Hormone）：使腎保留水分，高濃度時能使血管收縮而造成血壓上升。
  - 催產素（OT, Oxytocin）：分娩時促進子宮收縮；促使乳腺的肌皮膜細胞收縮，當嬰兒吸吮時，乳汁便可流出。

### 松果腺(Pineal gland)
- 褪黑素（Melatonin）

### 腎上腺(Adrenal gland)
- 皮質
  - 糖皮質激素（Cortisol）：調節糖類、脂肪、蛋白質的代謝
  - 醛固酮（Aldosterone）：作用於腎小管對鈉離子的重吸收和排出鉀離子
- 髓質
  - 腎上腺素（Epi, Epinephrine）
  - 正腎上腺素（NE, Norepinephrine）

### 甲狀腺(Thyroid gland)
- 甲狀腺激素（Thyroid Hormone）
  - 四碘甲狀腺素（T4, Thyroxine）、三碘甲狀腺素（T3）
- 降鈣素（Calcitonin）

### 副甲狀腺(Parathyroid gland)
- 副甲狀腺素（PTH, Parathyroid hormone）

(控制鈣、磷的濃度)

### 胰臟的胰島(Pancreatic islet)
- α-細胞：升糖素（Glucagon）
- β-細胞：胰島素（Insulin）
- δ-細胞：體抑素（Somatostatin）
- PP細胞：胰多肽（PP, Pancreatic polypeptide）

### 卵巢(Ovary)
- 動情素（雌性素，Estrogen）
- 黃體酮（助孕酮，Progesterone）

### 睪丸(Testicle)
- 睪固酮（Testosterone）

### 胎盤(Placenta)
- 動情素（雌性素，Estrogen）
- 黃體素（助孕酮，Progesterone）
- 人類絨毛膜促性腺素（hCG）
- 人體胎盤生乳素（英语：Human placental lactogen）（HPL）

### 心臟(Heart)
- 心房利鈉肽（ANP）

## 互相影響的內分泌系統
人類的的內分泌系統中包括幾個會產生反馈的系統。一些重要的反馈系统通过下丘脑和垂体來調節
- TRH – TSH – T3/T4（英语：Hypothalamic-pituitary-thyroid axis）
- GnRH–LH/FSH–性腺轴（英语：Hypothalamic-pituitary-gonadal axis）
- CRH–ACTH–肾上腺轴
- 肾素 - 血管紧张素 - 醛固酮
- 瘦素vs.胰岛素（英语：Energy homeostasis）

## 生理學

### 和免疫系統之間的交互作用
內分泌系統和免疫系統之間有頻繁的雙向交互作用。 皮质醇主要具有免疫抑制效果，而多巴胺有免疫調節的功能。另一方面，發炎時產生细胞因子會激化HPA軸，使三個的準位都到達高準位，得以產生負回授。而且细胞因子會使肝臟釋放铁调素，最終會導致慢性貧血。

## 疾病

2002年因為內分泌系統失調的失能調整生命年，以每十萬人為單位
無資料
小於80
80–160
160–240
240–320
320–400
400–480
480–560
560–640
640–720
720–800
800–1000
大於
1000

內分泌疾病相關常見，包括糖尿病、甲状腺疾病以及肥胖症等。
內分泌疾病包括異常的激素分泌（垂体腺瘤）、對激素信號的異常反應（甲狀腺機能低下症）、缺乏特定腺體（1型糖尿病、慢性肾衰竭時的红细胞生成減少）、或是特定組織（如甲狀腺）的結構性腫大（例如毒性多结节性恶性肿瘤）。內分泌的機能減退可能是因為激素储备丧失、激素分泌不足、萎缩或是失去活性造成。內分泌的機能亢進可能是因為激素分泌過多、喪失抑制機制、增生或是贅生物影響，或是過度刺激。
内分泌疾病可以分為原發（primary）、繼發（secondary）及三發（tertiary）。原發性内分泌疾病會抑制下游腺體的功用，繼發性内分泌疾病是表示有垂体腺的問題。三發性内分泌疾病是和下丘脑及其释放激素的功能障碍有關。
由內分泌功能失調引起的常見疾病包括阿迪森氏症（Addison's disease）、庫欣氏症（Cushing's syndrome）和格雷夫斯氏症（Graves'disease）。其中，庫欣氏症和阿迪森氏症都涉及腎上腺功能障礙。
庫欣氏症：
- 原因：腦下垂體腺瘤導致促腎上腺皮質激素 (ACTH) 分泌過多，過度刺激腎上腺，引發內源性皮質醇增多症。

- 臨床症狀：肥胖（特徵性脂肪分布如水牛肩）、圓臉（滿月臉）和多毛症等。

阿迪森氏症：
- 原因：腎上腺功能不全導致皮質醇和醛固酮分泌不足（皮質醇功能減退）。
- 特徵：腎上腺功能不全會影響維持血壓和血糖的能力，若未及時處理，可能危及生命。

("由內分泌......危及生命。"翻譯自英文、並稍作修改，若有錯誤，煩請訂正)

## 其他脊椎動物的內分泌系統

### 頭索動物：文昌魚
文昌魚有哈氏凹窩（Hatschek's pit），具有類似腦下腺的結構，能產生類似脊椎動物促性腺激素的物質，並具備原始的激素調控作用。

### 尾索動物：海鞘
海鞘有神經腺（Neural gland），是一個囊狀構造，位於神經節下方，以纖毛漏斗開口於咽部的背方。含有升壓素和類似催產素的物質，但其功能仍有待研究，該腺體與文昌魚的哈氏凹窩相似。在咽部有一個類似甲狀腺的分泌醣蛋白的內分泌腺，該腺體的分泌受血液運送的某物質所控制。

### 圓口綱：八目鰻
松果眼影響八目鰻的沙床幼蟲隨晝夜的體色變化、變態及生殖作用。
腦垂腺會分泌黑素胞刺激素、精胺酸血管加壓素、生殖促進素。黑素胞刺激素的分泌是由松果眼經由下視丘來控制，可影響體色的變化。八目鰻的腦垂腺具有其它脊椎動物的主要特點，但缺乏足額的激素，控制系統較簡單。
沒有腎上腺，只有腎上腺組織，分散在身體各部分，有兩類細胞。腎間細胞（interrenal cell）在前腎一帶大靜脈的下方形成若干簇。腎上組織（suprarenal tissue）很發達，分布在心臟和大型血管壁上，含有兒茶酚胺，心臟組織中有腎上腺素和正腎上腺素。
在前腸和腸的交接處，有成簇的蘭氏濾泡（follicles of Langerhans），其中只發現一種與哺乳動物分泌胰島素相似的β細胞。若用燒灼法破壞此組織，會引起血糖增高；若注射葡萄糖則這些細胞內會形成液泡，故這些細胞與醣類代謝有關。

### 引用
1. ↑  Sherwood, L. . Wadsworth Pub Co. 1997. ISBN 0495391840.
2. ↑  Turnbull AV, Rivier CL. . Physiological Reviews. January 1999, 79 (1): 1–71. PMID 9922367.[]
3. ↑  O'Connor TM, O'Halloran DJ, Shanahan F. . QJM. June 2000, 93 (6): 323–33. PMID 10873181. doi:10.1093/qjmed/93.6.323.
4. ↑  Tsigos C, Chrousos GP. . Journal of Psychosomatic Research. October 2002, 53 (4): 865–71. PMID 12377295. doi:10.1016/S0022-3999(02)00429-4.
5. ↑  Sarkar C, Basu B, Chakroborty D, Dasgupta PS, Basu S. . Brain, Behavior, and Immunity. May 2010, 24 (4): 525–8. PMC 2856781 . PMID 19896530. doi:10.1016/j.bbi.2009.10.015.
6. ↑  Silverman MN, Pearce BD, Biron CA, Miller AH. . Viral Immunology. 2005, 18 (1): 41–78. PMC 1224723 . PMID 15802953. doi:10.1089/vim.2005.18.41.
7. ↑  Andrews NC. . The Journal of Clinical Investigation. May 2004, 113 (9): 1251–3. PMC 398435 . PMID 15124013. doi:10.1172/JCI21441.
8. ↑   (xls). World Health Organization. 2002. （原始内容存档于2013-01-16）.
9. ↑  Kasper. . McGraw Hill. 2005: 2074. ISBN 0-07-139140-1.